# الجزائر في دورة الألعاب الأولمبية الشتوية لعام 2013

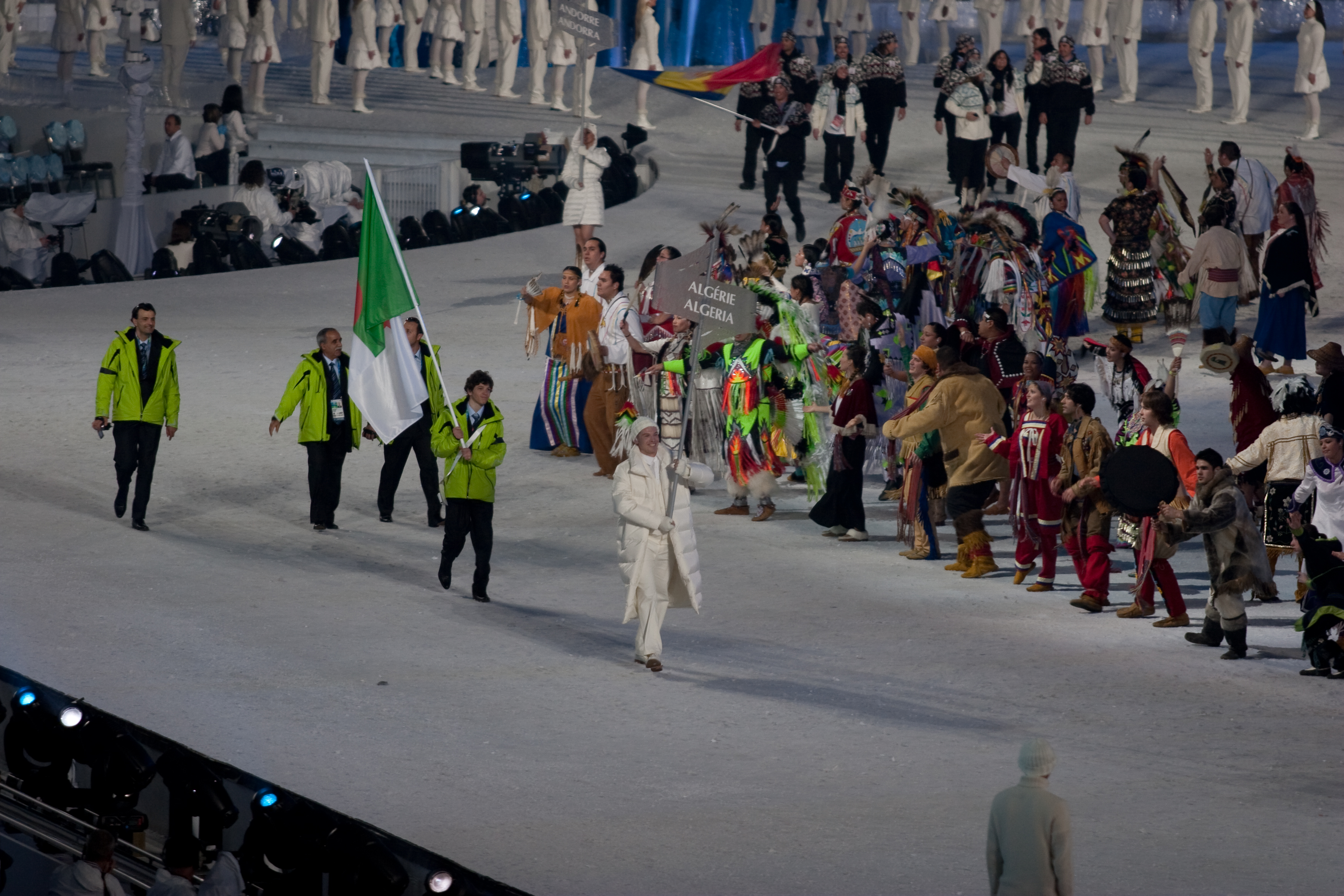
الرياضيون يدخولون الملعب خلال مراسيم الافتتاح.

مشاركة الجزائر لدورة الألعاب الاولمبية الشتوية لعام 2010 في فانكوفر، كندا، من 12-28 فبراير 2010، كانت المشاركة الثالثة للبلد في دروة الألعاب الأولمبية الشتوية. مُثل الوفد الجزائري  برياضي واحد، مهدي سليم خليفي في التزلج، و حمل علم الوطن في حفل افتتاح دورة الألعاب.